# H.C. Andersen-medaljen
H.C. Andersen-medaljen, international børnebogspris, også kaldet "børnelitteraturens Nobelpris", uddeles hvert andet år i to kategorier: Skrivning (uddelt siden 1956) og Illustration (uddelt siden 1966).
Medaljen uddeles af af International Board on Books for Young People IBBY (Selskabet for Børnelitteratur) som er tilknyttet UNESCO.
Tre danskere har modtaget prisen; senest illustratoren Svend Otto S. i 1978.

## Vindere
| År   | Skrivning                | Skrivning       | Illustration           | Illustration    |
| År   | Vinder                   | Land            | Vinder                 | Land            |
| ---- | ------------------------ | --------------- | ---------------------- | --------------- |
| 2024 | Heinz Janisch            | Østrig          | Sydney Smith           | Canada          |
| 2022 | Marie-Aude Murail        | Frankrig        | Suzy Lee               | Sydkorea        |
| 2020 | Jacqueline Woodson       | USA             | Albertine Zullo        | Schweiz         |
| 2018 | Eiko Kadono              | Japan           | Igor Olyenikov         | Rusland         |
| 2016 | Cao Wenxuan              | Kina            | Rotraut Susanne Berner | Tyskland        |
| 2014 | Nahoko Uehashi           | Japan           | Roger Mello            | Brasilien       |
| 2012 | María Teresa Andruetto   | Argentina       | Peter Sís              | Tjekkiet        |
| 2010 | David Almond             | Storbritannien  | Jutta Bauer            | Tyskland        |
| 2008 | Jürg Schubiger           | Schweiz         | Roberto Innocenti      | Italien         |
| 2006 | Margaret Mahy            | New Zealand     | Wolf Erlbruch          | Tyskland        |
| 2004 | Martin Waddell           | Irland          | Max Velthuijs          | Holland         |
| 2002 | Aidan Chambers           | Storbritannien  | Quentin Blake          | Storbritannien  |
| 2000 | Ana Maria Machado        | Brasilien       | Anthony Browne         | Storbritannien  |
| 1998 | Katherine Paterson       | USA             | Tomi Ungerer           | Frankrig        |
| 1996 | Uri Orlev                | Israel          | Klaus Ensikat          | Tyskland        |
| 1994 | Michio Mado              | Japan           | Jörg Müller            | Schweiz         |
| 1992 | Virginia Hamilton        | USA             | Květa Pacovská         | Tjekkoslovakiet |
| 1990 | Tormod Haugen            | Norge           | Lisbeth Zwerger        | Østrig          |
| 1988 | Annie M. G. Schmidt      | Holland         | Dusan Kállay           | Tjekkoslovakiet |
| 1986 | Patricia Wrightson       | Australien      | Robert Ingpen          | Australien      |
| 1984 | Christine Nöstlinger     | Østrig          | Mitsumasa Anno         | Japan           |
| 1982 | Lygia Bojunga Nunes      | Brasilien       | Zbigniew Rychlicki     | Polen           |
| 1980 | Bohumil Říha             | Tjekkoslovakiet | Suekichi Akaba         | Japan           |
| 1978 | Paula Fox                | USA             | Svend Otto S.          | Danmark         |
| 1976 | Cecil Bødker             | Danmark         | Tatjana Mawrina        | USSR            |
| 1974 | Maria Gripe              | Sverige         | Farshid Mesghali       | Iran            |
| 1972 | Scott O'Dell             | USA             | Ib Spang Olsen         | Danmark         |
| 1970 | Gianni Rodari            | Italien         | Maurice Sendak         | USA             |
| 1968 | James Krüss              | Tyskland        | Jiří Trnka             | Tjekkoslovakiet |
| 1968 | José Maria Sanchez-Silva | Spanien         |                        |                 |
| 1966 | Tove Jansson             | Finland         | Alois Carigiet         | Schweiz         |
| 1964 | René Guillot             | Frankrig        |                        |                 |
| 1962 | Meindert DeJong          | USA             |                        |                 |
| 1960 | Erich Kästner            | Tyskland        |                        |                 |
| 1958 | Astrid Lindgren          | Sverige         |                        |                 |
| 1956 | Eleanor Farjeon          | Storbritannien  |                        |                 |